# STS-60
STS-60 (Space Transportation System-60) var Discoverys 18. rumfærge-mission.
Opsendt 3 februar 1994 og vendte tilbage den 11 februar 1994, missionen var rumfærgernes den første fælles russisk/amerikanske tur til rumstationen Mir.
Senere fælles missioner til Mir: STS-63, Sojuz TM-21, STS-71, STS-74, STS-76, STS-79, STS-81, STS-84, STS-86, STS-89 og STS-91.

## Besætning
- Charles Bolden (kaptajn)
- Kenneth Reightler (pilot)
- Nancy Davis (1. missionsspecialist)
- Ronald Sega (2. missionsspecialist)
- Franklin Chang-Diaz (3. missionsspecialist)
- Sergej Krikaljov (4. missionsspecialist)

## Missionen
Medbragt var SPACEHAB modul nummer 2.
- Opsendelsen af Discovery.

Hovedartikler: